# سیارک ۱۶۷۹۰
سیارک ۱۶۷۹۰ (به انگلیسی: 16790 Yuuzou، نامگذاری:1997AZ4)۱۶۷۹۰مین سیارک کشف شده‌است که در ۰۲ ژانویه ۱۹۹۷ کشف شد.